# Acey Slade
Acey Slade (Philadelphia, Pennsylvania, 1977. december 15. –) a Trashlight Vision sleaze rock együttes énekese és gitárosa.

## Életpályája
Gitározott az egykori Murderdolls glam metal együttesben is. A Murderdolls mellett korábban basszusgitározott is egy Dope nevű együttesben, melynek tagja volt a Murderdolls másik gitárosa, Tripp Eisen is. Amikor Tripp kilépett a Dope-ból, Acey egy album erejéig betöltötte a gitáros posztot is. Miután is kilépett a Dope-ból, hogy csatlakozzon a Murderdollshoz, ismét átvette Tripptől a gitáros posztot. A Murderdolls előtt, a Dope mellett a Vampire Love Dolls frontembere is volt.
Hatalmas rajongója Tim Burton Nightmare Before Christmas (Karácsonyi lidércnyomás) című filmjének, és előszeretettel visel párducmintás ruhadarabokat.